# Gearóid Mac Niocaill
Gearóid Mac Niocaill (* 1932 in Kingston upon Hull; † 2004) war ein britisch-irischer Mittelalterhistoriker und Experte für mittelalterliche irische Handschriften.

## Leben
Die Mutter von Mac Niocaill stammte aus Irland – die Sommer verbrachte er häufig bei seinen Tanten und Onkeln im County Kildare. Irisch lernte er von den Maristen-Schulbrüdern. Mac Niocaill studierte Latein und (mittelalterliches) Französisch an der University of Leeds mit dem Bachelor-Abschluss 1953. Danach studierte er Keltologie (Irisch-Gälisch) am Dublin Institute for Advanced Studies. 1956 erhielt er die Aufsicht über irische Handschriften an der National Library of Ireland als Assistant Librarian. 1962 wurde er promoviert. 1965 wurde er Assistant Professor an der School of Celtic Studies am Dublin Institute for Advanced Studies und 1977 bis zum Ruhestand 1997 war er Professor für Geschichte an der National University of Ireland, Galway (vorher University College Galway), an dem er seit 1972 war. Von 1985 bis 1988 war er Dekan der Faculty of Arts.
Er war ein führender Experte für spätmittelalterliche Handschriften in Latein und Irisch. Sein Buch über mittelalterliche Orte in Irland, Na Buirgéisi, xii-xv aois (2 Bände, 1964), war in Irisch und Latein geschrieben und war ein Standardwerk. Auch sonst veröffentlichte er häufig in Irisch. Ein Schwerpunkt seiner Forschungen waren Kolonialisierung und Stadtentwicklung in Irland durch die Normannen und irische Rechtsgeschichte des Mittelalters. Er gab Dokumente über die Verfolgung der Templer in Irland heraus.
1960 heiratete er die irischsprachige Laoise Ní Chuinneagáin aus Donegal (und Absolventin des University College in Galway).

## Schriften (Auswahl)
- Na manaigh liatha in Éirinn, 1142–c.1600, Dublin 1959 (Geschichte der Zisterzienser in Irland, irisch mit französischer Zusammenfassung)
- Herausgeber: Notitiæ as Leabhar Cheanannais, 1033–1161, Dublin 1961
- Herausgeber: The Red Book of the Earls of Kildare, Irish Manuscripts Commission, Dublin 1964
- Ireland before the Vikings, Gill History of Ireland, Dublin 1972
- The medieval Irish Annals, Dublin 1975
- Herausgeber und Übersetzer mit Seán Mac Airt: The annals of Ulster (to A.D. 1131), Dublin 1983